# Plaza Serrano

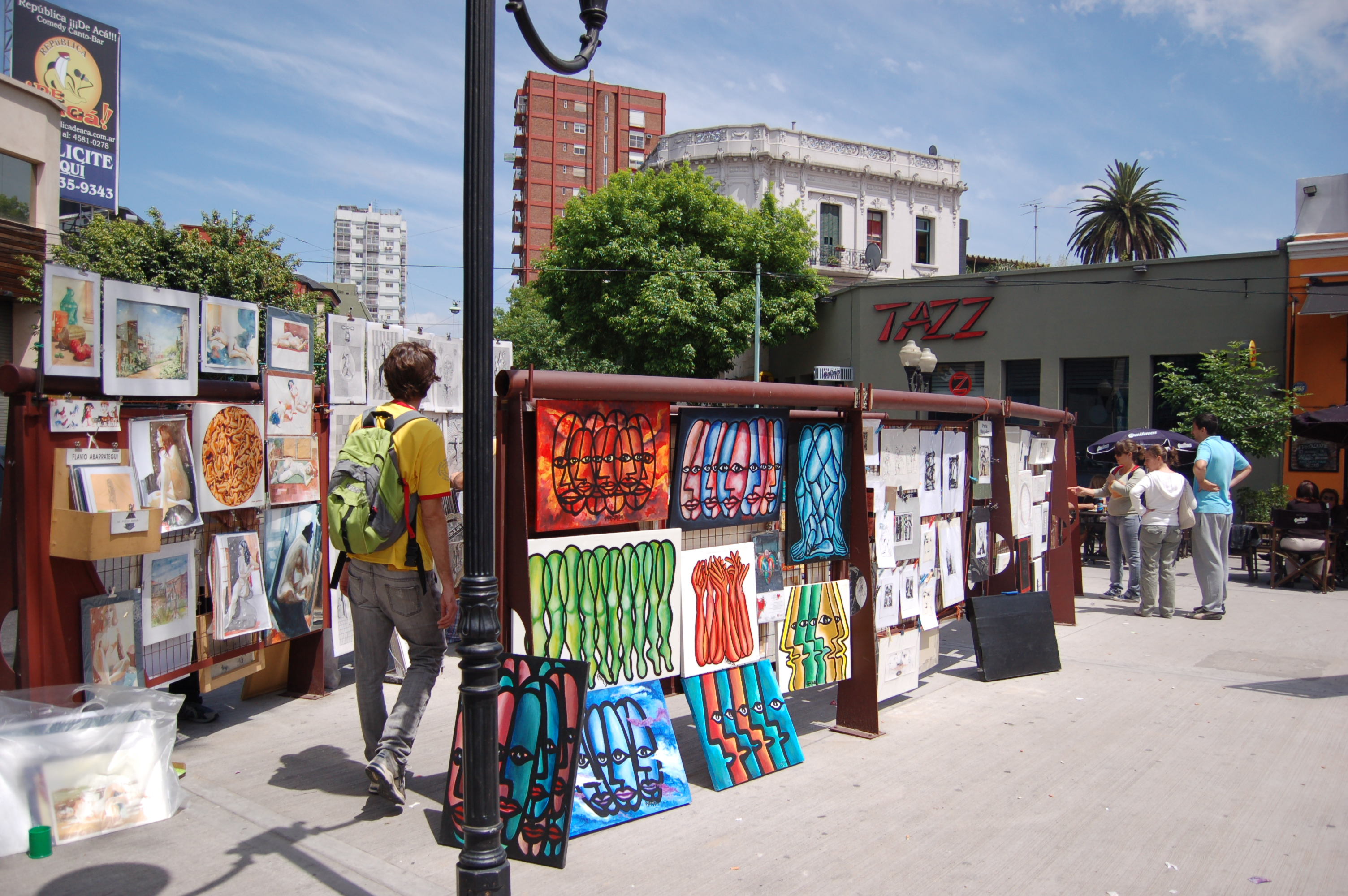
Plaza Serrano en Argentina

Plaza Serrano es la denominación que recibe comúnmente la Plazoleta Julio Cortázar, ubicada en el barrio de Palermo, en Buenos Aires. Si bien la plazoleta se sitúa en la intersección de las calles Honduras y Jorge Luis Borges, existe una zona mucho mayor conocida como Plaza Serrano, delimitada por las calles Niceto Vega, Malabia, Guatemala y Godoy Cruz. Esta zona se caracteriza por ser un circuito comercial de gran movimiento tanto diurno como nocturno, debido a su feria artesanal central y a la gran cantidad de bares, restaurantes y tiendas de moda que la rodean. 

## Historia
Fundada bajo el nombre de Plaza Serrano por estar ubicada entre las calles Serrano (ahora llamada J. L. Borges) y Honduras, esta plaza fue testigo del crecimiento cultural del barrio de Palermo durante la década de 1980. Este barrio, conocido por ser el epicentro de una explosión bohemia en la ciudad, sigue siendo hogar de escritores, pintores, filósofos y psicoanalistas. Entre sus miembros más ilustres se destacan Jorge Luis Borges, quien dedicó varias de sus obras al barrio de Palermo, lugar donde habitó durante años. En el año 1994, el gobierno de la Ciudad de Buenos Aires decidió rebautizar la Plaza Serrano como Plazoleta Julio Cortázar, en honor a otro reconocido escritor argentino que también hizo referencia a este lugar en algunos de sus cuentos, como «Simulacros».
Aunque en sus orígenes la Plaza Serrano fue un ícono del barrio conocido como Palermo Viejo, actualmente la misma zona toma el sobrenombre de Palermo Soho. Este término sugiere una referencia al barrio neoyorquino SoHo, puesto que ambos han sufrido una experiencia en común: muchas de las antiguas casas y espacios residenciales comenzaron a ser reciclados por emprendimientos inmobiliarios para establecer bares, restaurantes, galerías de arte y espacios de diseño con aire joven e innovador.

## Actividades
Todos los fines de semana la plazoleta funciona como feria de artesanías y los negocios que la rodean abren sus puertas a diseñadores independientes, dando lugar a otras ferias, principalmente de ropa e indumentaria, alrededor de la plaza. También exponen y venden sus obras artistas plásticos y visuales. Es común encontrarse con gran cantidad de turistas durante el día, pues en las calles adyacentes a la plazoleta funciona una enorme cantidad de tiendas de moda, objetos de diseño y de arte, muebles y también restaurantes.
Durante la noche, la actividad alrededor de la plaza continúa y pueden observarse grupos de gente joven en los bares y discotecas que ofrecen tragos y cenas al aire libre. El público de la zona lo componen personas de múltiples nacionalidades, entre ellos estudiantes, viajeros y residentes locales de clase media y alta.